# همه‌پرسی ریاست‌جمهوری عراق (۱۹۹۵)
همه‌پرسی ریاست‌جمهوری در عراق در ۱۵ اکتبر ۱۹۹۵ برگزار شد. این اولین انتخابات مستقیم ریاست‌جمهوری در حکومت صدام حسین بود. وی از سال ۱۹۷۹ میلادی با عنوان رئیس شورای رهبری انقلاب ریاست این کشور را به عهده گرفته بود. از آنجا که در این انتخابات هیچ نامزد دیگری حضور نداشت، روی تعرفه‌های انتخاباتی این جمله نوشته شده بود: «آیا رئیس صدام حسین را تأیید می‌کنید که رئیس‌جمهور باشد؟». شرکت‌کنندگان می‌توانستند از میان دو گزینهٔ آری و خیر یکی را با خودکار علامت بزنند. تنها یک روز بعد، عزت ابراهیم الدوری، معاون صدام در شورای فرماندهی اعلام کرد که رئیس‌جمهور فعلی ۹۹٫۹۶ درصد از آرای حدود ۸٫۴ میلیون شرکت‌کننده را به دست آورده‌است. به‌طور رسمی، ۳۰۵۲ نفر علیه او رای داده بودند (که ۴۵ نفر از آنها در بغداد بودند). میزان مشارکت ۹۹٫۴۷ درصد بود. جامعه بین‌المللی با ناباوری گسترده به این ارقام واکنش نشان داد.

## پیش‌زمینه
کلید این انتخابات با فرار دو تن از مقامات ارشد دولتی به نام‌های حسین کامل المجید و صدام کامل و همسرانشان در ماه اوت به اردن زده شد. صدام در جریان بحرانی که پس از این فرار روی داد اقداماتی را برای کنترل اوضاع انجام داد. این همه‌پرسی تلاشی بود برای تقویت مشروعیت صدام. شورای رهبری انقلاب در جلسه ۷ سپتامبر ۱۹۹۵ اصلاحیهٔ موقتی به قانون اساسی افزود که به موجب آن رئیس شورا به‌طور خودکار ریاست جمهوری را بر عهده گیرد، مشروط بر آنکه این کار به تأیید مجلس و مردم از طریق همه‌پرسی قرار گیرد. پارلمان عراق نامزدی صدام را در ۱۰ سپتامبر تأیید کرد و زمینه را برای انتخابات مهندسی‌شده فراهم کرد.
اعضای حزب بعث پیش از انتخابات از خانه‌ها بازدید می‌کردند و اطمینان می‌یافتند که خانواده‌ها کارت جیره‌بندی داشته باشند. (در آن زمان، در نتیجهٔ تحریم‌های عراق، غذا کمیاب شده بود). مفهوم روشن این کار این بود که نوع رأی نادرست می‌تواند به معنای عدم دریافت مواد غذایی باشد. رأی‌دهندگان باید نام بستگان خود را در تعرفه‌های رأی ذکر می‌کردند و بر اساس برخی گزارش‌های مخالفان حزب بعث، در صورت ثبت رأی «نه» خانواده‌های خود را در معرض تهدید قرار می‌دادند. گزارشگر ویژه سازمان ملل در گزارشی در نوامبر اشاره کرد که به دلیل نفوذی بودن دستگاه امنیتی «عملاً هیچ شهروندی جرئت مخالفت با ریاست‌جمهوری یا دولت را نخواهد داشت – مگر اینکه آماده باشد خود را در معرض خطر مرگ قرار دهد». تقریباْ همهٔ ناظران بر این باور بودند که هر گونه رأی منفی با مجازات سخت مواجه خواهد شد. در جریان این انتخابات اعضای وفادار و متعصب کادری حزب بعث در حالی که تبلیغات وسیعی برای صدام حسین در دست داشتند، مردم را گله‌وار پای صندوق‌ها می‌آوردند و با این کار اثبات می‌کردند که حزب بعث و شورای رهبری انقلاب همه‌کاره هستند. نتیجه این همه‌پرسی (یا انتخابات تک‌نامزدی) نشان داد که ترس مردم عراق از صدام حسین بسیار بیشتر از تحریم‌هایی بوده که علیه آنها اعمال شده‌است.

## آماده‌سازی
کارزار انتخاباتی شامل تجلیل‌های بی‌حد و حساب از صدام بود. به عنوان مثال، ژنرال علی حسن المجید اعلام کرد: «ای کوه رفیع! ای شکوه عراق! به خدا سوگند ما همیشه تو را در سخت‌ترین شرایط، همچون شیری غران و سوارکاری شجاع یافته‌ایم، تو از معدود مردان واقعی روزگار هستی.» خود صدام قبل از انتخابات هرگز در انظار عمومی ظاهر نشد، اما حامیان پولی در خیابان‌ها سرازیر شدند و فریاد می‌زدند "نعم، نعم، صدام" ("آری، آری، به صدام"). نقطه برجسته چهار روز پیش از رأی‌گیری در یک بازی فوتبال میان عراق و قطر بود، زمانی که عدی حسین با ظاهری ناراحت و غرق در فکر (که طبق معمول پر زرق و برق بود) از تلویزیون نشان داده شد. گوینده روی تصویر او می‌گفت دلیل ناراحتی عدی این است که صدام خودروهای گران‌قیمت او را به دلیل حمله‌ای که به وطبان ابراهیم التکریتی کرده و نقش مخربی که در انگیزه فرار مقامات عراقی داشته آتش زده‌است (احتمالاً ماجرای آتش زدن خودروها ساختگی است). کمی بعد عدی در عراق به واسطهٔ نقشی که در ترغیب مقامات عراقی فراری و همسرانشان به بازگشتن به کشور ایفا کرده بود پررنگ‌تر شد.
دولت با اطمینانی که از مشارکت بالای مردمی داشت، حدود ۵۰۰ روزنامه‌نگار خارجی را برای رصد انتخابات دعوت کرد. مشارکت مردم (حداقل در بغداد) به اندازه‌ای بود که خبرنگاران بازدیدکننده را تحت تأثیر قرار داد، اگرچه آمار رسمی بدون شک اغراق‌آمیز بود. یکی از سفرای غربی که تحت تأثیر نمایش قدرت صدام به ویژه رای قاطع او در کربلا (مرکز قیام شیعیان در سال ۱۹۹۱) قرار گرفت این‌طور ابراز نظر کرد: «مهم‌ترین چیزی که از این همه‌پرسی برداشت می‌شود، این است که حزب کنترل عراق را قاطعانه در دست دارد و صدام با مشت آهنین کشور را اداره می‌کند. اگر آنها می‌توانند در کمتر از سه هفته چنین همه‌پرسی بزرگی ترتیب دهند، کادرهای حزبی را در همهٔ روستاها، دهکده‌ها، شهرک‌ها و شهرها بسیج کنند، لیست‌های دقیقی برای هشت میلیون رای‌دهنده تهیه کنند و همه را پای صندوق‌های رای بکشانند تا از همهٔ آنها رای «آری» بگیرند، به این معنی است که در شرف سقوط نیستند.»

## پس از همه‌پرسی
رایج‌ترین دلیلی که از رای‌دهندگان عادی شنیده می‌شد این بود که صدام توانسته کشور را متحد نگه دارد و از خود اقتدار نشان بدهد. از نظر آنها سرنگونی او به نوعی هرج‌ومرج منجر می‌شد که نظیر آن در بوسنی و هرزگوین یا لبنان رخ داده بود.

## نتایج
| انتخاب                 | انتخاب                 | آراء | ٪      |
| ---------------------- | ---------------------- | ---- | ------ |
| موافق                  | موافق                  | ۰    | –      |
| مخالف                  | مخالف                  | ۰    | –      |
| کل                     |                        |      |        |
|                        |                        |      |        |
| آراء معتبر             | آراء معتبر             | ۰    | –      |
| آراء نامعتبر/سفید      | آراء نامعتبر/سفید      | ۰    | –      |
| کل آراء                | کل آراء                | ۰    | ۱۰۰٫۰۰ |
| رأی‌دهندگان ثبت‌نام کرده | رأی‌دهندگان ثبت‌نام کرده |      | –      |
| منبع: Direct Democracy |                        |      |        |